# Les Ambassadeurs
Pour les articles homonymes, voir Ambassadeur (homonymie).
Les Ambassadeurs est un double portrait de Jean de Dinteville (1504-1575 ou 1579), bailli de Troyes, seigneur de Polisy et ambassadeur français, et Georges de Selve (1509-1541), ecclésiastique, érudit et diplomate français, peint par Hans Holbein le Jeune en 1533, actuellement conservé à la National Gallery de Londres. Le tableau est signé et daté en bas à gauche, dans une zone d'ombre : IOANNES HOLBEIN PINGEBAT 1533.
Cette huile sur bois qui assemble dix panneaux de chêne est, par ses dimensions (267 × 299,5 cm), l'œuvre la plus ambitieuse de la carrière de Hans Holbein le Jeune. Considérée comme pionnière du genre du portrait double en Europe du Nord, elle peut être vue comme une célébration (néanmoins ambiguë) des valeurs de l'humanisme du XVIe siècle, notamment en raison de la portée symbolique des objets présentés sur l'étagère double de la partie centrale. Mais elle reste surtout célèbre pour contenir, au premier plan, une des plus spectaculaires anamorphoses de l'histoire de la peinture : une forme évoquant un os de seiche se révèle, depuis un point de vue oblique, être un crâne humain, caractéristique des vanités de la Renaissance.

## Historique

### Identification des personnages et attribution du titre définitif

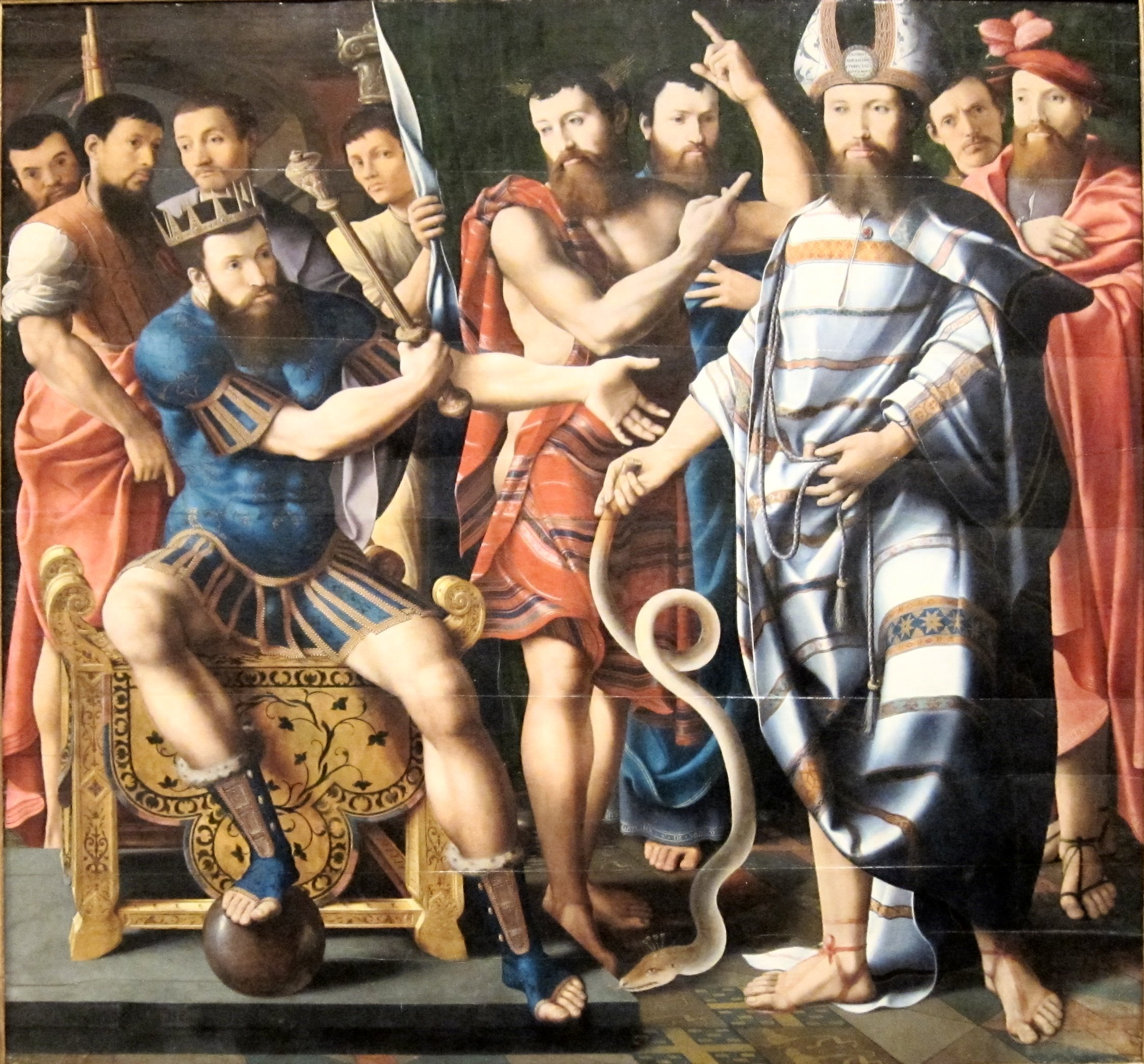
Anonyme, Moïse et Aaron devant le Pharaon, 1537, huile sur bois,, Metropolitan Museum of Art.

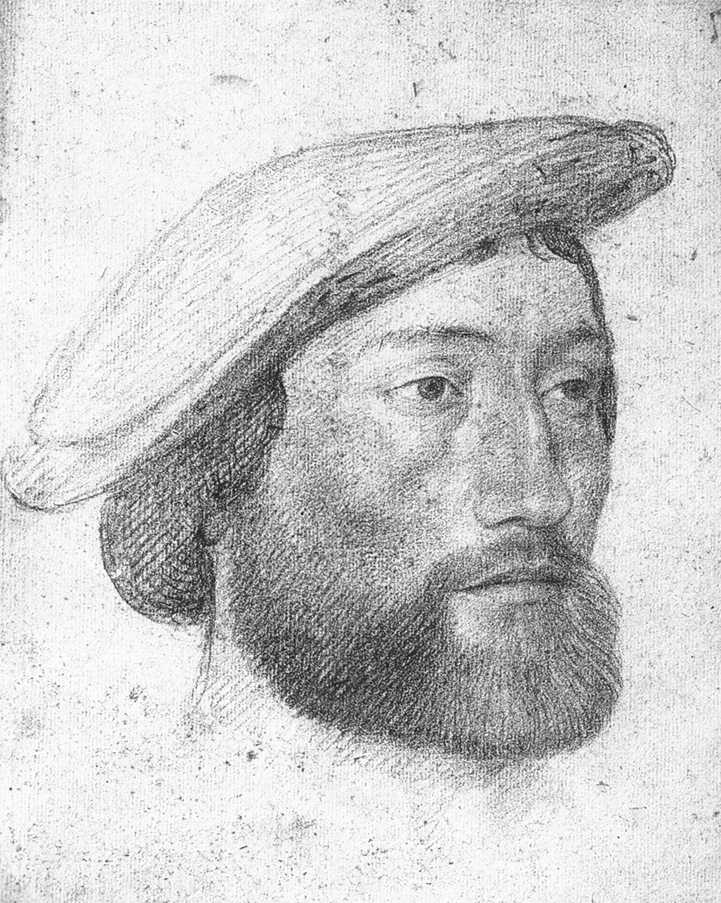
Jean Clouet, Jean de Dinteville, vers 1533, musée Condé, Chantilly.

Dans un premier temps, les historiens de l'art ont cru reconnaître Thomas Wyatt, poète de la cour de Henri VIII également représenté sur un fusain de Holbein (conservé à la Royal Collection du Château de Windsor), et son ami l'antiquaire John Leland, avant d'y voir le duc Otto Heinrich et Philippe le Valeureux, de Pfalz Neuburg. L'identification définitive des portraits comme ceux des diplomates français Jean de Dinteville et Georges de Selve, qui justifie son titre actuel des Ambassadeurs, a été faite en 1895 par Mary F. S. Hervey.
Il existe un autre portrait (toutefois présumé) de Dinteville par Holbein : une peinture sur bois conservée à Berlin, et intitulée Portrait d'un homme tenant un luth (1534 ou 1535, Staatliche Museen, Gemäldegalerie, Berlin). Un fusain rehaussé de couleurs, appartenant à la Royal Collection du château de Windsor, semble en être l'étude préparatoire.
Dans un article du Burlington Magazine publié en 1911, Mary F. S. Hervey identifie également Jean de Dinteville sous les traits de Moïse en compagnie de ses trois frères, François (évêque d'Auxerre, en Aaron), Guillaume et Gaucher, sur une allégorie de leur famille, Moïse et Aaron devant le Pharaon(anonyme, 1537, Metropolitan Museum of Art, New York).
Un dessin au crayon et sanguine de Jean Clouet le représente aussi.

### Propriétaires successifs
Le tableau, qui appartient d'abord à Jean de Dinteville, son commanditaire, ira dans son château de Polisy (actuellement dans l'Aube), vraisemblablement à l'automne 1533, où il reste jusqu'en 1653, date de la vente du domaine. Il est apporté par François de Cazillac, marquis de Cessac — et héritier des biens de la famille Dinteville — dans sa maison parisienne, rue du Four, où il acquiert une grande renommée. M. de Vic, alors garde des Sceaux, dit à son propos que « c'estoit la plus belle peinture qui fut en France ». Un autre témoignage, daté de 1654, évoque « l'excellent tableau qui est à présent à Paris, au logis de M. de Sessac… faict de la main d'un Hollandois ; la pièce est estimée la plus riche et mieux travaillée qui soit en France ». On la retrouve entre les mains du banquier de la cour et du roi Louis XVI, Nicolas Beaujon, qui l'expose avec son imposante collection dans une aile de l'hôtel d'Évreux (l'actuel palais de l'Élysée). La toile est ensuite vendue aux enchères le 25 avril 1787. Le marchand d'art Jean-Baptiste-Pierre Lebrun (l'époux d'Élisabeth Vigée Le Brun) en fait l'acquisition. Il en fait graver une reproduction par J.-O. Pierron, et la revend en Angleterre en 1792. En 1808 ou 1809, elle entre, par l'intermédiaire du marchand d'art Buchanan, dans la collection du Second comte de Radnor à Longford Castle, (Wiltshire). La National Gallery l'acquiert enfin en 1890, pour la somme de 55 000 livres.

## Description
Les Ambassadeurs, une huile sur panneau de chêne de 207 × 209,5 cm, représente, à gauche, Jean de Dinteville, ambassadeur de France en Angleterre de février à novembre  1533, à droite, son ami Georges de Selve, évêque de Lavaur, qui fut lui aussi occasionnellement ambassadeur.
Les deux hommes, qui fixent le spectateur de l'œuvre, sont accoudés de part et d'autre d'un meuble comportant deux étagères, occupant le centre du tableau. Celles-ci sont garnies d'objets qui se rattachent au quadrivium, les quatre sciences mathématiques parmi les sept arts libéraux, soit l'arithmétique, la géométrie, la musique et l'astronomie. Sur l'étagère supérieure se trouvent, posés sur un tapis rouge aux motifs géométriques complexes, une sphère céleste, une horloge solaire cylindrique, un quadrant blanc placé derrière un autre quadrant, un cadran solaire polyédrique, un torquetum, ainsi qu'un livre à la reliure rouge, possédant un lourd fermoir doré. Sur l'étagère inférieure, on relève un globe terrestre, un livre de mathématiques à demi ouvert par une équerre (la page correspond à l'explication des divisions), un compas, un luth (avec une corde cassée dans l'alignement du pli du tapis rouge), un livre de cantiques ouvert écrit en allemand, et quatre flûtes dans leur étui. Sous l'étagère, à gauche, on distingue dans l'ombre l'étui du luth, renversé.
L'arrière-plan est occupé par un rideau de velours vert dont un repli révèle à peine, dans le coin supérieur gauche, un crucifix. Le sol présente un pavage aux savants motifs géométriques d'où se détache, comme situé en dehors de l'espace de la peinture, une forme méconnaissable de face, ressemblant vaguement à un os de seiche.
Jean de Dinteville est richement habillé d'un manteau orné de fourrure. Il porte une épée au côté gauche et, dans sa main droite, une dague dans un fourreau où est inscrit son âge, vingt-neuf ans. Sur son béret est accrochée une broche comportant la représentation d'un crâne. Le noir de ses vêtements tranche avec la soie rouge de sa chemise à crevés qui lui couvre les bras et la poitrine, où pend à une chaîne dorée une médaille représentant un ange. Georges de Selve est, quant à lui, vêtu d'un long manteau d'apparence beaucoup plus sobre, noir et brun, mais richement doublé de fourrure. Il porte le bonnet carré noir et le col blanc de l’ecclésiastique, et tient dans sa main droite une paire de gants.
Ce premier regard jeté sur la peinture, une œuvre quasiment carrée, de plus de deux mètres de côtés, amène deux réflexions : les deux sujets du tableau n'en occupent pas le centre mais sont déportés à droite et à gauche, encadrant un ensemble d'objets qui semblent hétéroclites au premier abord ; à leurs pieds se trouve un objet énigmatique et comme étranger au reste du tableau même s'il en occupe le premier plan, comme si Holbein avait utilisé le portrait pour mettre en valeur autre chose que les personnages dont l'un, Dinteville, est le commanditaire.

## Contexte politique et religieux de l'année 1533
Le paysage politique européen de l'époque est dominé par quatre figures majeures : les rois de France et d'Angleterre, François Ier et Henri VIII, l'empereur Charles Quint et le pape Clément VII qui mourut l'année suivante. Fin octobre 1532, François Ier rencontre Henri VIII pour tenter d'obtenir son soutien contre l'Empire. Henri VIII, quant à lui, souhaite que François Ier use de son influence auprès du pape Clément VII pour résoudre la question de son divorce avec Catherine d'Aragon, la tante de Charles Quint. Les rencontres sont chaleureuses : François offre à Anne Boleyn, qu'Henri VIII épousera cette année-même, un diamant et invite le fils naturel d'Henri, le duc de Richmond, à suivre la même éducation que ses fils à la cour de France.
Des cardinaux français mènent alors des négociations secrètes avec le pape pour soutenir la position d'Henri VIII et le deuxième fils de François Ier, le duc d'Orléans et futur Henri II, est fiancé à la nièce du pape, Catherine de Médicis. La décision de publication par le pape des bulles nécessaires à la nomination de Thomas Cranmer comme archevêque de Cantorbéry, semble indiquer que les cardinaux ont fait avancer le dossier d'Henri VIII auprès de Clément VII. Le 25 janvier 1533, Henri épouse en secret Anne Boleyn, alors enceinte, et en informe, en mars, François qui s'en réjouit comme d'une marque de la distance grandissante entre la maison d'Angleterre et celle de l'Empereur, son principal ennemi. Puis les événements se précipitent. Le 23 mai, Thomas Cranmer, désormais archevêque de Cantorbéry, se substitue au pape et annule le mariage d'Henri VIII avec Catherine d'Aragon. Le 1er juin, Anne Boleyn est couronnée à l'abbaye de Westminster. Finalement, tout cela entraîne, le 23 mars 1534, l'excommunication d'Henri VIII par Clément VII et le schisme de l'Église anglicane avec Rome.
Durant la même période, la France connaît aussi un certain trouble face aux thèses luthériennes.

## Analyse

### Le double portrait de Jean de Dinteville et Georges de Selve
À l'occasion des fêtes de Pâques 1533, Georges de Selve rend une visite privée à son ami Jean de Dinteville à Londres. C'est cet événement, dont rend compte la correspondance de Dinteville à son frère François, que célèbre le tableau.
Deux puissants du royaume de France

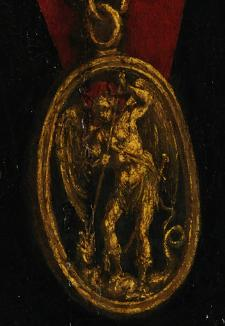
Détail de la médaille de l'Ordre de Saint-Michel.

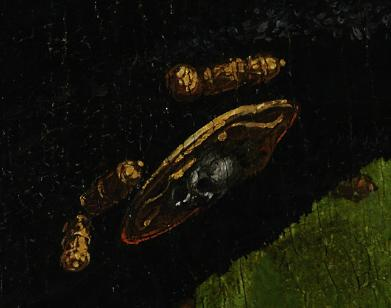
Détail de la broche du béret.

Jean de Dinteville (1504-1557), bailli de Troyes et seigneur de Polisy était ambassadeur. Plusieurs éléments renvoient précisément à son identité. Tout d'abord, le collier qu'il porte, et dont la médaille représente l'archange saint Michel terrassant de sa lance le dragon gisant au sol, est l'insigne de l'ordre de Saint-Michel, la plus haute des distinctions de la chevalerie française, remise par François Ier à Dinteville. Ensuite, l'inscription sur le fourreau finement ouvragé de la dague, « ÆT. SVÆ 29 », abréviation de « ætatis suæ 29 », indique son âge, 29 ans, au moment du tableau. La broche qui orne son béret, représentant un crâne, évoque sa devise personnelle, Memento mori (Souviens-toi de la mort), qui rappelle la vanité de la vie humaine. Enfin, le globe terrestre, à gauche de l'étagère inférieure, est centré sur « POLICY », le domaine de Dinteville où se trouvait son château.
Georges de Selve (1506-12 février 1541), (fils de Jean de Selve premier président du parlement de Paris), évêque de Lavaur, (Tarn), de 1526 à 1540, était lui aussi diplomate. Il fut ambassadeur en Angleterre en 1533, auprès de la république de Venise de 1534 à 1535, du Saint-Siège à Rome en 1536, puis à Vienne, auprès de l'empereur romain germanique, et en Espagne. Pour les fêtes de Pâques en 1533, il rend une visite privée à son ami Jean de Dinteville, alors en poste à Londres. Il a alors 25 ans, comme l'atteste l'inscription sur la tranche du livre sur lequel il est accoudé : « ÆTATIS SVÆ 25 ».
Le tableau présente donc deux hommes accomplis, dans la force de l'âge, qui tiennent entre leurs mains l'essentiel de la diplomatie française du moment, et qui se font représenter avec toutes les marques du pouvoir, mais aussi du savoir de l'époque, à travers un riche programme iconographique. Destiné au château de Dinteville à Polisy, il immortalise la prise de fonction d'un ambassadeur français fraîchement nommé à la cour d'Angleterre, et correspond en cela à la fonction des portraits de cour et privés, tels que Holbein les a largement pratiqués tout au long de sa carrière, notamment en Angleterre, auprès d'une clientèle privilégiée constituée des courtisans d'Henri VIII, des riches propriétaires fonciers anglais, et marchands membres de la Ligue hanséatique du Kontor de Londres, dont il partageait la langue.

#### Deux amis en terre étrangère
L'originalité de l'œuvre tient dans le choix, non d'une représentation de son unique commanditaire, mais dans celui d'un portrait double, suggérant l'équivalence, la complémentarité et l'amitié des deux personnages : d'un côté, le miles, le soldat, avec ses attributs guerriers que sont la dague qu'il tient de la main gauche, l'épée ceinte au côté gauche, et l'insigne de l'ordre de Saint-Michel sur la poitrine, de l'autre le clericus, l'érudit, en contrepoint religieux et plus austère. L'ambassadeur de robe courte, détenteur du pouvoir politique, répond à l'ambassadeur de robe longue, détenteur du pouvoir religieux. La composition équilibrée, en trois tiers verticaux soulignés par le pavage au sol, la position en miroir des coudes droit et gauche de Dinteville et de Selve de part et d'autre de l'étagère, ainsi que leurs regards fixant le spectateur, qui se positionne naturellement entre les deux hommes pour pouvoir les observer, rendent évidente la symétrie du tableau, et suggèrent la force des liens qui unissent les deux amis.

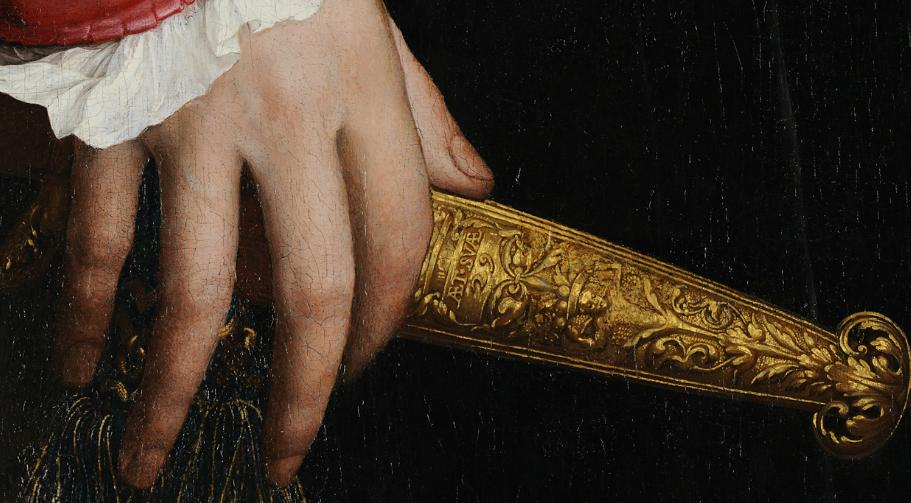
Détail de la dague de Dinteville mentionnant son âge.

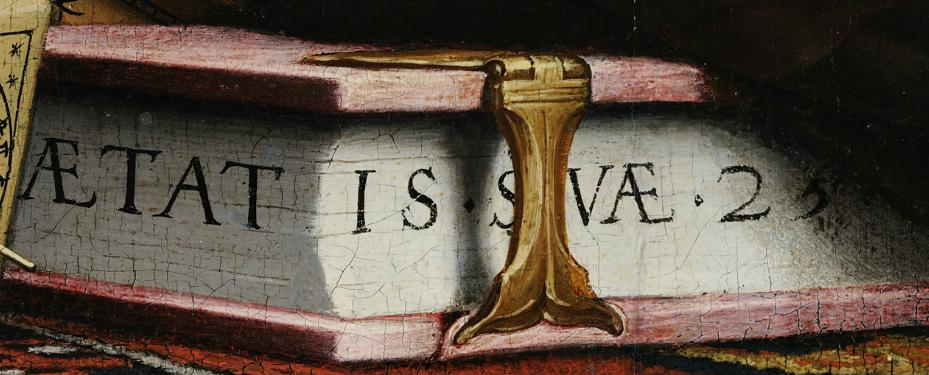
Détail du livre sur lequel s'accoude G. de Selve, mentionnant son âge.

On connaît, grâce à sa correspondance avec son frère, le tempérament mélancolique de Dinteville, qui s'ennuyait fermement à la cour d'Angleterre, et qui reçut la visite privée de Georges de Selve comme une bénédiction, on connaît aussi l'attachement de Georges de Selve aux valeurs de l'amitié, et sa connaissance intime des Vies parallèles de Plutarque, dont il fut le traducteur en français : le tableau célèbre donc les retrouvailles entre deux amis, à l’instant t que fixe sur la toile, à la manière d'un instantané photographique, le pinceau du maître. Le cadran solaire cylindrique, sur la gauche de l'étagère supérieure, précise d'ailleurs la date de la rencontre, le 11 avril 1533, alors que l'horloge polyédrique en donne l'heure, avec une hésitation néanmoins entre le côté qui fait face au spectateur, indiquant 9 h 30, et les deux autres côtés, indiquant 10 h 30. Le tableau semble arrêter le temps dans leur jeunesse éternelle, indiquée par la mention de leurs âges respectifs, 29 pour l'un, et 25 ans pour l'autre.

#### Deux ambassadeurs dans une période troublée
Lorsque Jean de Dinteville est envoyé en Angleterre en février 1533, les espoirs d'alliance entre la France et l'Angleterre sont au plus haut. Sa présence à Londres, et celle de son frère, François, l'évêque d'Auxerre, ambassadeur de France auprès du Siège apostolique, montrent le rôle central qu'il joue dans les négociations entre François Ier, Henri VIII et le pape. Le pavage, inspiré de celui qui se trouve juste devant le maître-autel de l'Abbaye de Westminster, peut annoncer par anticipation le couronnement d'Anne Boleyn, alors enceinte, le 1er juin 1533 — couronnement auquel assista Jean de Dinteville. Comme il avait été convenu que François Ier serait le parrain de l'enfant à venir, Dinteville reste à Londres jusqu'à la naissance de ce dernier (la future Élisabeth Ire d'Angleterre), le 7 septembre 1533. Quand il quitte la cour d'Angleterre, en novembre 1533, le schisme de l'Église anglicane n'a jamais été aussi proche.
Georges de Selve, de son côté, a passé l'essentiel de son sacerdoce à travailler à la réconciliation au sein de l'Église. Il fut notamment très critique à l'égard de la corruption dans les rangs des catholiques, qu'il jugeait responsable du développement du luthéranisme. Ces positions peuvent éclairer la présence du livre de cantiques luthériens, ouvert à droite de l'étagère inférieure, mais aussi du crucifix, dissimulé derrière la riche tenture verte, dans l'angle supérieur gauche du tableau, renvoyant à l'idée d'un Dieu caché, inaccessible par la seule raison humaine (selon la vision de saint Paul, dont Georges de Selve était un fervent admirateur).

### Le pavage

#### Identification du motif géométrique
Le pavage qui se trouve sous les pieds des ambassadeurs représente, en son centre, masqué par le crâne déformé, le boîtier du luth, et l'ombre de l'étagère, une étoile à six pointes inscrite dans un cercle. Ce cercle est lui-même encadré symétriquement par quatre cercles périphériques, plus petits, le tout étant inscrit dans un carré présenté par la pointe, qui s'avance vers le spectateur. À l'extérieur de ce carré, et semblant comme s'enrouler au milieu de ses côtés, sont dessinés quatre nouveaux cercles. Dinteville pose le pied droit au centre d'un de ces cercles périphériques, celui situé à la gauche de l'œuvre. Si l'on excepte l'étoile centrale, le motif géométrique de ce pavage rappelle, avec d'importantes simplifications, deux pavages véritables.
Le premier se trouve à l'abbaye de Westminster, devant le maître-autel du sanctuaire, le lieu du couronnement des souverains anglais. Le carré extérieur du motif présentait une inscription en lettres de bronze, aujourd'hui largement perdue, mais dont une transcription du XVe siècle permet de reconstituer le texte, et de fixer la date de son exécution à 1268, sous le règne d'Henri III d'Angleterre et le nom de son concepteur, l'artisan mosaïste romain Odoricus.
Le second est celui situé au centre de la chapelle Sixtine, à l'exacte verticale de La Création d'Adam, peinte sur la voûte par Michel-Ange entre 1508 et 1512.

#### Symbolique du pavage
Parmi tous les éléments qui composent le tableau, ce pavage est celui dont la symbolique est la moins sûre. Mary F. S. Harvey voit dans l'étoile à six branches un signe cabalistique de Corneille Agrippa. Quant aux motifs carrés et circulaires, sur lesquels se projette l'ombre, on a pu y voir une représentation ptolémaïque de la durée probable du monde, ou la représentation schématique du macrocosme, de l'univers, le cercle central symbolisant Dieu et les quatre cercles périphériques les quatre éléments — le feu, la terre, l'eau et l'air. Au centre du sol de la chapelle Sixtine, cette schématisation de l'univers renverrait à la création d'Adam, le don de la vie par Dieu aux hommes, qui la surplombe. Selon cette perspective, les deux hommes du tableau d'Holbein, Dinteville et Selve, figureraient le microcosme, placés sur le macrocosme du pavage, et au milieu d'objets renvoyant à l'homme complet de la Renaissance, mais avec des effets de discordances notables.

### L'étagère inférieure
L'étagère inférieure, traitée comme celle supérieure en nature morte, comporte plusieurs objets : un globe terrestre, un livre d'arithmétique de Peter Apian, mathématicien et astronome à l'université d'Ingolstadt en Allemagne, intitulé Eyn newe unnd wolgegründte Underweysung aller Kauffmanss Rechnung in dreyen Büchern, 1527, entrouvert par une équerre glissée entre deux pages, un compas, un luth dont l'une des cordes est cassée, un livre d'hymnes luthériens de Johannes Walther, Geistlich Gesangbuhli, publié dans sa première édition en 1524, complètement ouvert sur deux pages qui montrent deux partitions, et quatre flûtes dans leur étui.
Les objets présents sur cette étagère, qu'ils concernent la géographie, les mathématiques ou la musique, sont plus orientés vers la pratique de ces arts ou techniques que vers leur théorie, et renvoient, comme dans les autres portraits d'Holbein, à l'identité des personnages représentés, tout en incluant des marques de discordances inquiètes.

#### Le globe terrestre

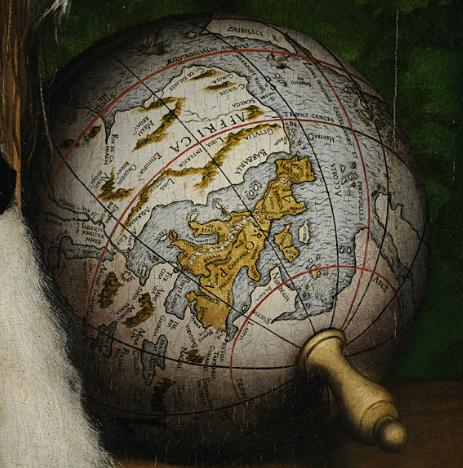
Détail du globe terrestre.

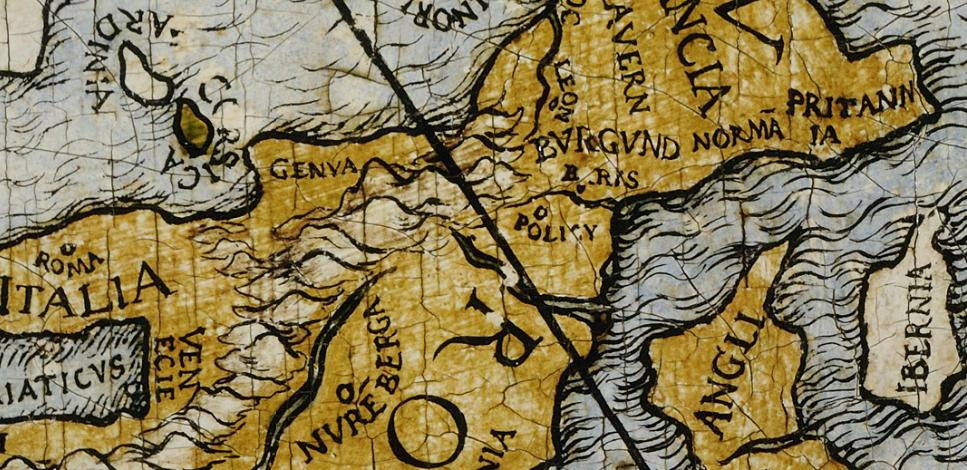
Détail renversé de l'Europe, centrée sur « Policy ».

Reflet à la fois de l'état de la connaissance géographique du monde qui découle notamment de la période des Grandes découvertes, et de la « géopolitique » de l'époque, le globe terrestre, inspiré de celui que Johann Schöner produisit à Nuremberg en 1523, est posé à l'envers, à la gauche de l'étagère.
Il est orienté sur l'Europe, mise en relief par la couleur jaune. À côté des grandes capitales européennes telles que « Baris », « Roma » ou « Nureberga » (pour Paris, Rome et Nuremberg), on remarque l'emplacement de « Policy » (aujourd'hui Polisy, dans l'Aube), le domaine seigneurial de Dinteville auquel le tableau était destiné, et le centre de sa mappa mundi sentimentale. La position de Jérusalem (Ierosolim) est également indiquée.
La précision du globe permet de reconnaître la circumnavigation de Magellan, et, tracés en rouge, le tropique du Cancer (Tropic Cancri), la ligne équatoriale (Æqvinoccialis circvl), ainsi que la ligne de partage du monde entre Espagnols et Portugais (Linea divisionis Castellanoru et Portugallen) établie par le pape Alexandre VI par le traité de Tordesillas de 1494. On aperçoit ainsi le Brésil (Brisilici R.) séparé du reste du Nouveau Monde par la ligne du Traité de Tordesillas.
Holbein fait cependant quelques variations par rapport à l'original. En particulier, il écrit Pritannia au lieu de « Britannia », la Bretagne, mais Baris pour [Paris], peut-être en raison de sa propre prononciation allemande, mais qui ajoute surtout une de ces touches de désordre qui émaillent sa peinture.

#### Le livre d'arithmétique, l'équerre et le compas

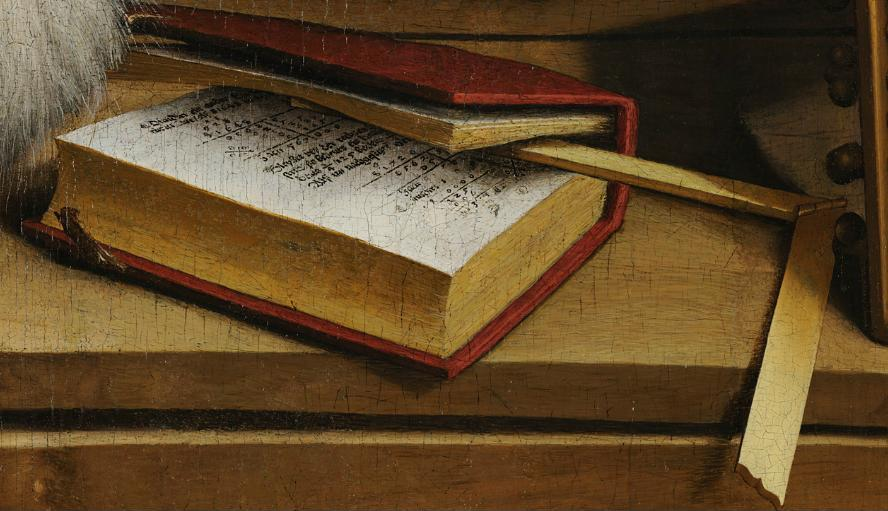
Détail du livre d'arithmétique.

Le livre d'arithmétique et les instruments de construction géométrique, l'équerre et le compas, évoquent deux des quatre sciences du quadrivium.
La symbolique associée au livre de Peter Apian est probablement de deux ordres. Tout d'abord, livre explicitement destiné aux marchands selon son titre, et consacré à la pratique de leur métier, il marque l'importance de l'émergence de la bourgeoisie dans cette période. Holbein comptait d'ailleurs dans sa clientèle de riches marchands comme Georg Gisze, dont il peint le portrait l'année précédente. Ce traité manifeste l'expansion, révolutionnaire à l'époque, de l'imprimerie, qui permet de diffuser le savoir et les techniques auprès du plus grand nombre. Le livre rappelle aussi que Georges de Selve descend d'une famille de marchands limousins qui a fait sa fortune au cours du XVe siècle, et a ainsi permis à l'un des siens d'occuper la position d'évêque.
Mais Susan Foister a également remarqué que la page lisible commence par le mot Dividirt, qui peut être compris au double sens de « division mathématique » et de « division ou dysharmonie », tant dans l'Église que dans le domaine politique. Ceci apparaît, en conjonction avec d'autres éléments de la composition comme le compas à pointe sèche de l'arrière-plan, qui se dit en anglais divider, comme une des clefs du tableau. En effet, les écrits de Georges de Selve se font l'écho de ses inquiétudes devant la division dont souffre l'Église, la Réforme luthérienne, mais aussi la création de l'église anglicane, dans le pays-même où est peint le tableau. Il écrit par exemple un discours destiné au roi de France et à l'empereur romain germanique pour appeler à la réconciliation.

#### Le luth et les flûtes

Hans Holbein, Portrait d'un homme tenant un luth, vers 1534-35, tempera sur bois,, Gemäldegalerie, Berlin.

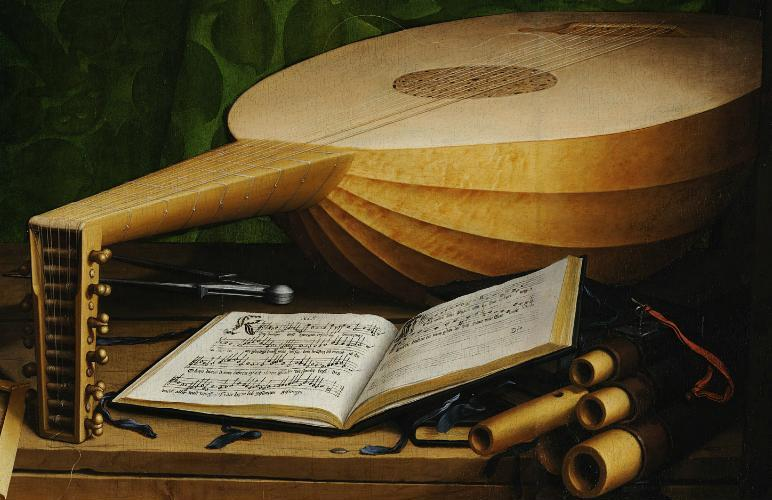
Détail de la droite de l'étagère inférieure.

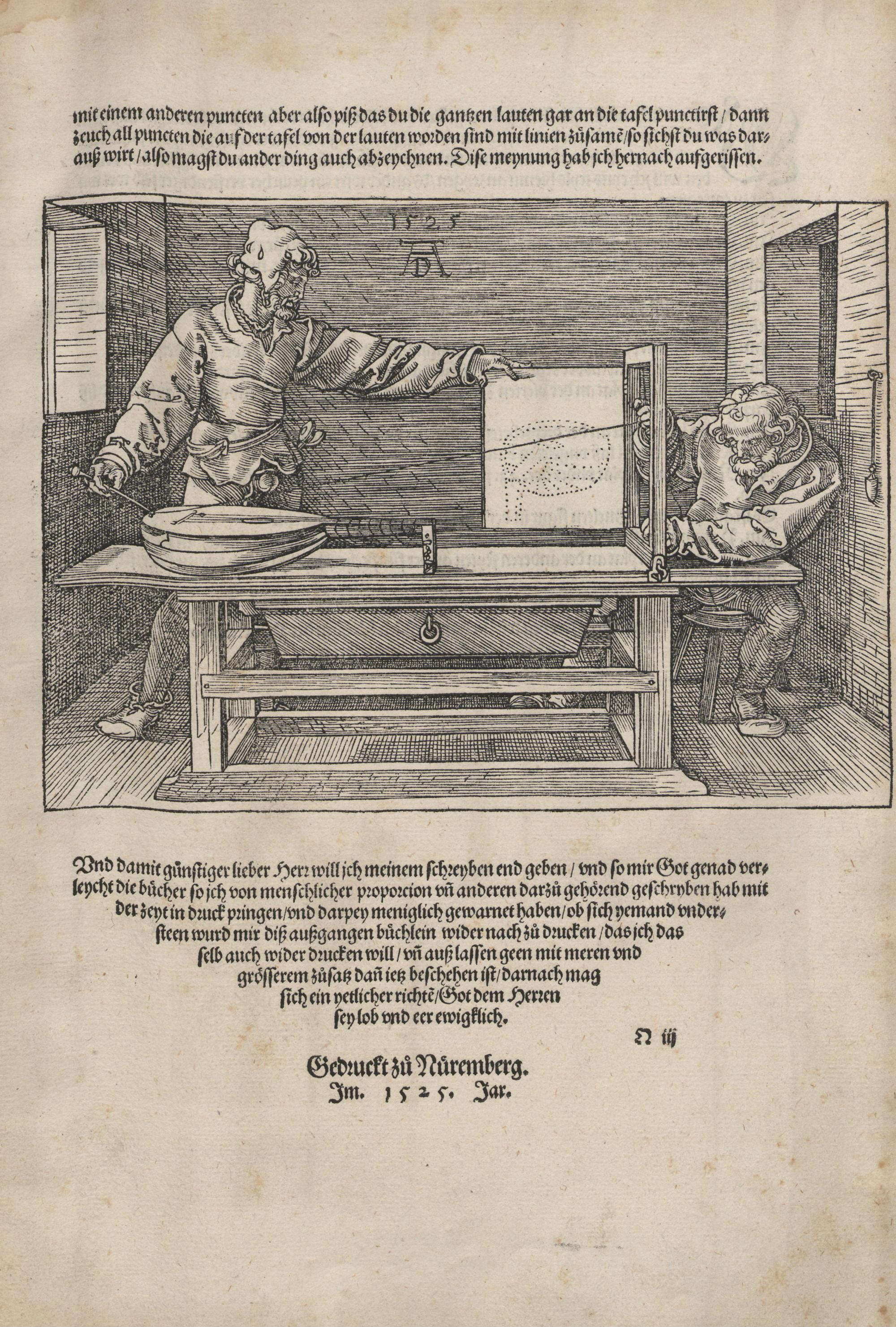
Dürer, Underweysung der Messung (Instructions sur l'art de mesurer), Hieronymus Andreae, Nuremberg, 1525.

L'étagère inférieure comporte dans sa partie droite trois objets reliés à la musique, un luth à six choeurs, un livre de psaumes et quatre flûtes dans un étui qui révèle également un emplacement vide.
Jurgis Baltrušaitis a remarqué que la disposition de ce luth en raccourci ressemble à celui d'une gravure tirée de Underweysung der Messung d'Albrecht Dürer (1525) où celui-ci montre un dispositif de traçage des objets en perspective. On peut y voir la reconnaissance de la dette d'Holbein à la science de la perspective, un apport majeur de la Renaissance à la peinture, qui permet au peintre de réaliser des tableaux au réalisme si confondant.
De plus, l'une des cordes est cassée, ce qui symbolise la finitude de l'existence en cette période de questionnement de l'homme de la Renaissance, qui cherche à donner un sens à sa vie et vit dans une certaine angoisse de la mort — angoisse que l'Église a de plus en plus de mal à contenir avec le développement du protestantisme depuis le scandale du commerce des indulgences (promettant l'accès au paradis aux généreux donateurs) et l'accroissement de la curiosité intellectuelle de l'Homme Nouveau… Ces thèmes se trouveront dans le crâne en anamorphose et le crucifix.
Si les instruments de musique étaient généralement reconnus comme des symboles de l'harmonie des sons, en relation avec le globe céleste à la gauche de l'étagère supérieure, symbolisant l'harmonie des astres, le fait que le luth soit injouable en raison de sa corde cassée, que son boîtier repose à l'envers, sous l'étagère, et qu'une flûte, dont la musique peut évoquer la guerre, manque dans l'étui, introduisent une fois de plus l'idée de discordance et soulignent par métaphore les divisions qui déchirent alors l'Europe, dont les deux ambassadeurs sont les témoins privilégiés.

#### Le livre de chants

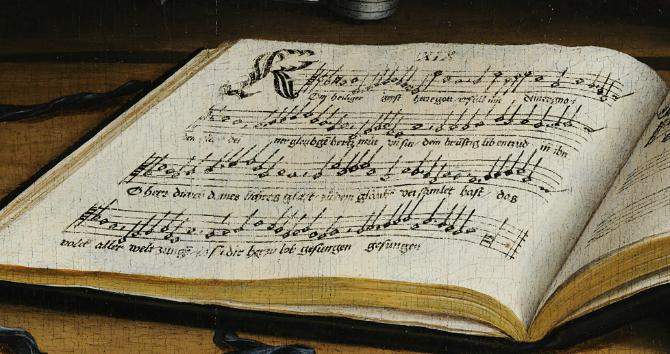
Détail de la page de gauche du livre de cantiques.

Le livre représenté est le Geistlich Gesangbuchli de Johannes Walther, un livre d'hymnes sacrés dont la première édition date de 1524, et donnés dans leur traduction allemande par Martin Luther — dans une langue que pratiquait couramment Georges de Selve, qui, treize ans plus tard, représentera la France à la diète de Spire. Il est ouvert sur deux chants identifiables, dans leur partie ténor. La page de gauche montre la traduction du premier verset de l'hymne Veni Sancte Spiritus et celle de droite l'introduction à la Version abrégée des Dix Commandements. Dans l'édition de 1524, ces deux chants ne sont pas consécutifs, et le Veni Sancte Spiritus est numéroté « II », et non « XIX » comme sur le tableau. Soit Holbein a recopié une édition qui n'a pas été identifiée à ce jour, soit, comme l'avance Susan Foister, la juxtaposition de ces deux pages serait intentionnelle, de même que le choix d'un livre luthérien, en allemand, pour un tableau qui présente deux ambassadeurs français, et catholiques. Car est ici mis en valeur le thème favori de Luther de l'opposition entre la Loi, représentée par les Commandements, et la Grâce, symbolisée par l'hymne — ce qui pourrait être un écho aux thèses de Georges de Selve, qui enjoignait aux Allemands de cesser leurs querelles religieuses et de rejoindre l'unité de la chrétienté dans un ouvrage publié en 1529. Holbein illustrera cette même opposition dans deux autres œuvres, au moins : sur un panneau du début des années 1530, intitulé Allégorie de l'Ancien et du Nouveau Testaments (conservé à la National Gallery of Scotland), et sur la page de titre de la Bible de Coverdale, traduite en anglais et publiée en 1535.

### L'étagère supérieure
Sur cette étagère supérieure, on trouve, disposés sur un tapis anatolien (qui n'est pas sans rappeler celui qui couvre la table du portrait du Marchand Georg Gisze, peint par Holbein l'année précédente), des objets renvoyant à l'astronomie et la mesure du temps : un globe céleste, trois horloges solaires, deux quadrants, un torquetum. Georges de Selve pose son coude sur un livre dont la tranche comporte la mention : ÆTATIS SVÆ 25, en référence à son âge en ce printemps 1533 ; il lui reste sept ans à vivre.

#### Le globe céleste

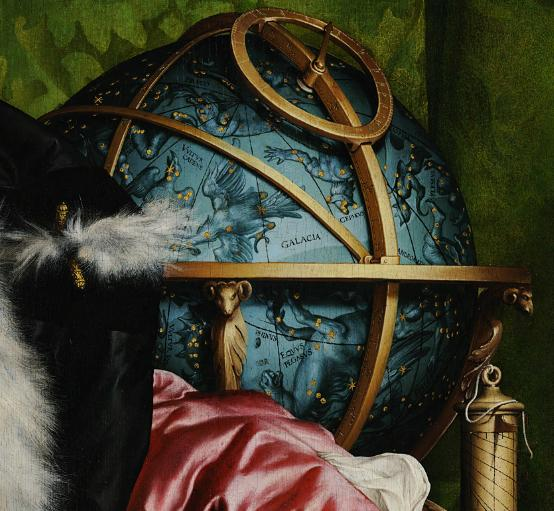
Détail du globe céleste.

Derrière le coude gauche de Dinteville, la sphère céleste, qui présente de grandes ressemblances avec celle construite en 1533 par l'astronome de Nuremberg Johann Schöner et qui est aujourd'hui au musée de la Science de Londres, montre les constellations avec les dessins des créatures mythologiques correspondantes, issues du zodiaque ou des trente-six figures de Ptolémée. On discerne la constellation du Cygne qui est notée Galacia, ce qui est anormal ; et le cygne qui représente traditionnellement cette constellation sur les sphères célestes de l'époque est représenté ici plutôt comme un coq. La signification de ces détails reste inexpliquée. À proximité, en partie masqué par la fourrure du costume de Jean de Dinteville, se trouve l'aigle tenant une lyre, nommé Vultur cadens (« le rapace tombant », ou « mourant », en latin), représentation classique de la constellation de la Lyre ; juste en dessous se trouve l'inscription contraire, Vultur vol[ans] (« le rapace volant »), désignant la constellation de l'Aigle. De nombreuses autres constellations sont reconnaissables et lisibles : Eqvvs pegasus (Pégase), Pisces (Poissons), Andromed[a] (Andromède), Cephevs (Céphée), Persevs (Persée), [Cas]siopeia (Cassiopée), Draco (le Dragon), Hercvles (Hercule), etc.
De même que les deux ambassadeurs, de robe courte et de robe longue, représentent le pouvoir temporel et le pouvoir spirituel, de même, les deux étagères présentent la terre et le ciel, avec le globe terrestre en bas et le globe céleste en haut, dans un étroit réseau de correspondances.
Cependant, le globe n'est pas réglé pour représenter le ciel à la latitude de 51° 30' qui est celle de Londres où se trouvent les deux hommes mais pour une latitude comprise entre 42° et 43° plus caractéristique de l'Espagne — une partie de l'empire de Charles Quint — ou de l'Italie où réside le pape. Il s'agit d'une valeur très proche de la latitude de Rome (41° 52'), ce qui peut rappeler les différends politiques et religieux entre la cour anglaise et le Vatican.

#### Les cadrans solaires

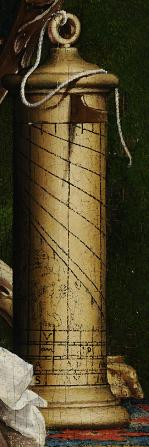
Détail du cadran de berger.

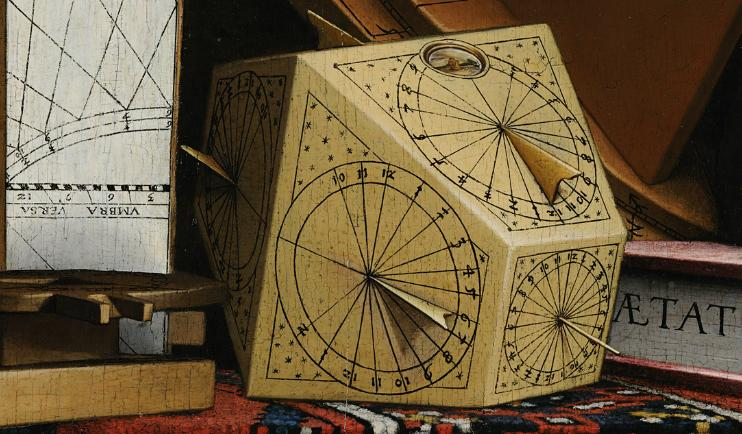
Détail du cadran polyédrique, indiquant, et.

Hans Holbein, Nicolas Kratzer, 1528, musée du Louvre.

L'étagère supérieure comporte trois cadrans solaires également visibles sur le portrait de Nicolas Kratzer, que Holbein peint en 1528. Les deux hommes étaient proches : Kratzer était bavarois, et travaillait à la cour d'Henri VIII en tant qu'astronome du roi.
Le premier, un cadran cylindrique portatif (présent, dans le portrait de Kratzer, sur l'étagère dans l'angle supérieur droit du tableau), est aussi appelé cadran de berger. Son gnomon est réglé sur une date, le 11 avril ou le 15 août, sans qu'il soit possible de trancher. Il n'y a aucune certitude de la présence de Georges de Selve à Londres au début d'avril, mais il est tenu pour sûr qu'il ait quitté Londres avant le 4 juin. Cependant le 11 avril était cette année-là le Vendredi saint, ce qui pourrait correspondre symboliquement au crucifix et au livre d'hymnes. Le second cadran est posé sur le quadrant (sur la table, à côté de la main droite de Nicolas Kratzer dans son portrait). Le troisième est un cadran polyédrique à dix faces (entre les mains de l'astronome dans le portrait de Kratzer), dont la face supérieure comporte une petite boussole. Si l'ombre du gnomon indique sur deux faces 10 h 30, la troisième, qui fait face au spectateur, donne 9 h 30.

#### Les quadrants et le torquetum
Holbein représente également deux quadrants, l'un derrière l'autre. Le premier est de forme complexe : il présente notamment une partie mobile et un fil à plomb (et est présent, dans le portrait de Kratzer, juste devant le cadran du berger). Le fil à plomb permettait de déterminer l’angle et l’altitude du soleil au-dessus de l’horizon, à partir de quoi on pouvait calculer le temps. Celui situé derrière, un quart de cercle de bois peint en blanc, permettait de définir l'heure égale ; ce quadrant horaire semblait recevoir un carré des ombres souligné par « VMBRA VERSA ». En position surélevée, au-dessus du coude de Georges de Selve, enfin, se trouve un torquetum, ou turquet, un instrument décrit pour la première fois par Ptolémée qui était de nouveau fabriqué à cette époque, en particulier par Peter Apian. L'objet permettait de calculer la position de corps célestes et de fixer l'heure et la date.
Ces objets renvoient au savoir scientifique de l'époque, et témoignent aussi bien de la soif de savoir des hommes de la Renaissance que sont les deux ambassadeurs, que de la fascination de Holbein pour ces instruments destinés à mesurer des ombres, c'est-à-dire des formes sans consistances, caractéristique, une fois de plus, des vanités.

### Le crâne et le crucifix

#### Le crâne en anamorphose
L'étrange figure qui se trouve au premier plan, qui ressemble pour certains à un os de seiche, est un crâne fortement déformé par une anamorphose. Ce type de déformation était à la mode dans l'Angleterre des Tudors. La National Portrait Gallery de Londres possède d'ailleurs un portrait d'Édouard VI d'Angleterre par William Scrots qui utilise ce principe.
Le tableau suppose donc deux points de vue différents, le premier, de face, pour admirer la calme splendeur des deux ambassadeurs, et le second, à sa gauche, en vision rasante, pour voir émerger le crâne — ces deux points de vue s'excluant mutuellement, et chacun effaçant l'autre vision de l'œuvre. Jurgis Baltrušaitis imagine donc, de la part de Jean de Dinteville, une véritable mise en scène pour son château de Polisy :
|  |  |  |

« Le Mystère des Deux Ambassadeurs est en deux actes. L’installation de la peinture dans une maison devait répondre à des prescriptions précises : pour que l’effet de son dispositif fût efficace, il fallait le mettre en bas du mur, au ras ou légèrement au-dessus du sol qui paraissait prolongé dans le tableau. Dans le château de Polisy, dont la reconstruction commença en 1544, elle fut sans doute placée par Dinteville dans une vaste salle, en face d’une porte et près d’une autre sortie, chacune des deux issues correspondant à l’un des deux points de vue. Imaginons une pièce avec une entrée d’un côté, au milieu, et deux portes latérales de l’autre, le cadre installé entre les deux, dans l’axe. Le premier acte se joue lorsque le spectateur entre par la porte principale et se trouve à une certaine distance, devant les deux seigneurs, apparaissant au fond comme sur une scène. Il est émerveillé par leur allure et par la somptuosité de l’apparat, par la réalité intense de la figuration. Un seul point troublant : l’étrange corps au pied des personnages. Le visiteur avance pour voir les choses de près. Le caractère physique et matériel de la vision se retrouve encore accru lorsqu’on s’en approche, mais l’objet singulier n’en est que plus indéchiffrable. Déconcerté, le visiteur se retire par la porte de droite, la seule ouverte, c’est le deuxième acte. En s’engageant dans le salon voisin, il tourne la tête pour jeter un dernier regard sur le tableau et c’est alors qu’il comprend tout : le rétrécissement visuel fait disparaître complètement la scène et apparaître la figure cachée. Au lieu de la splendeur humaine, il voit le crâne. Les personnages et tout leur attirail scientifique s’évanouissent et à leur place surgit le signe de la fin. La pièce est terminée. »

#### Le crucifix

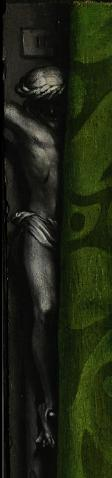
Le crucifix dans l'angle supérieur gauche.

Le crucifix, situé tout en haut de la toile de deux mètres, dans l'angle gauche, suppose un autre point de vue, rapproché celui-là. De plus, il est à moitié caché, dans une position intermédiaire entre ce qui est devant le rideau, le monde des hommes et de l'apparat, anticipant le Theatrum mundi baroque, et ce qui est caché à leur regard derrière la tenture, de couleur verte, couleur ambiguë, symbole de l'inconnu. Il symbolise la position du Christ, intermédiaire entre l'ici-bas et l'au-delà, mais aussi le Deus absconditus, la divinité cachée qu'on ne peut appréhender que par la foi — ce qui renvoie aux idées de Georges de Selve, grand lecteur de saint Paul.

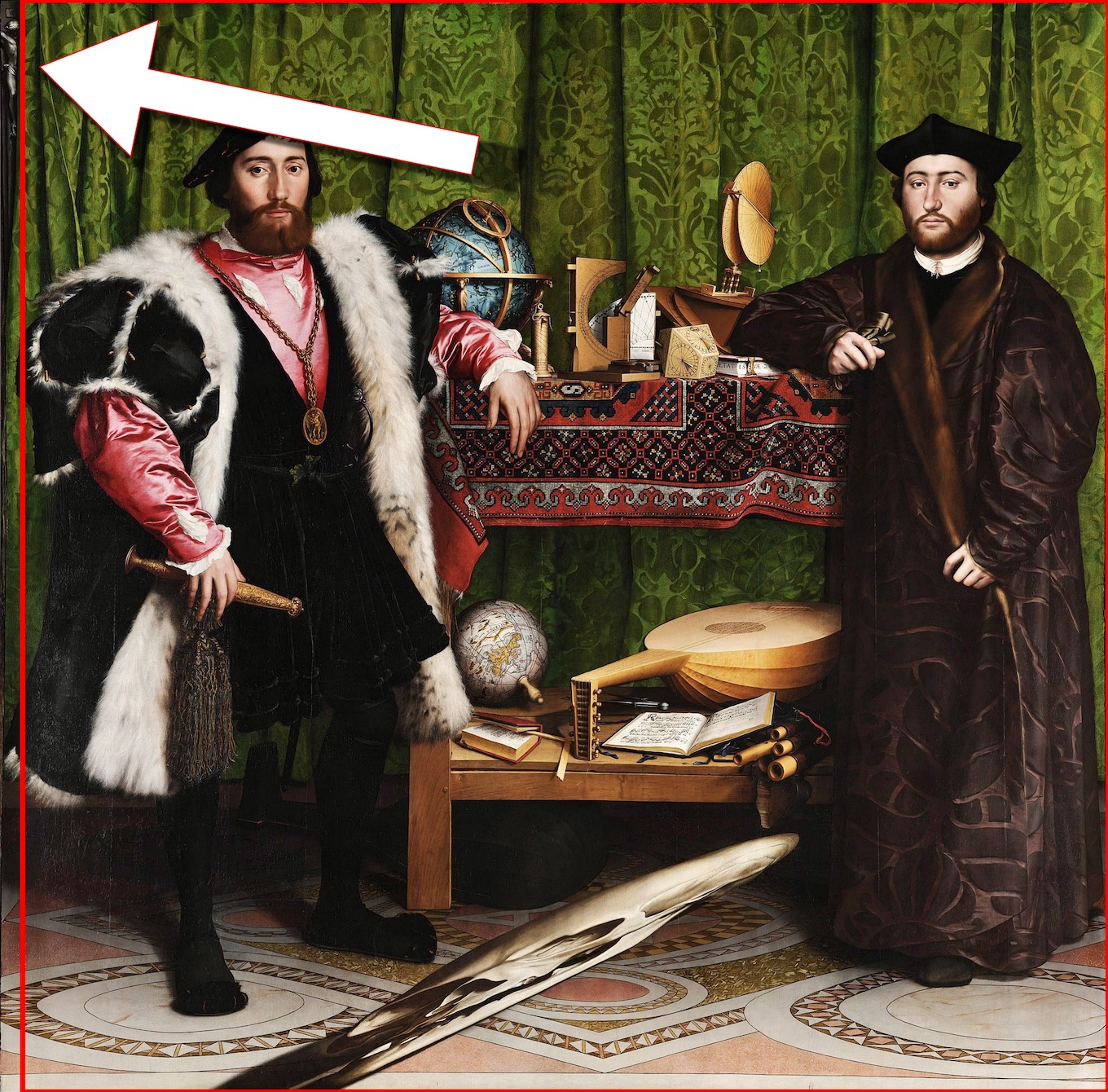
Le crucifix se place à l'extérieur d'un carré parfait sur le tableau

Il est intéressant de remarquer que ce crucifix se place à l'extérieur d'un carré parfait dessiné sur cette toile à partir de la droite. Ceci est certainement un symbole de plus ajouté par l'artiste.

#### Une vanité
Ces deux éléments conjugués, le crâne et le crucifix, évoquent plusieurs saint Jérôme contemporains : celui de Joos van Cleve, et ceux de Dürer, en particulier l'huile sur panneau de bois de 1521 du Museu Nacional de Arte Antiga à Lisbonne. Dans cette dernière œuvre, le regard de Jérôme vers le crâne suit un axe assez proche de celui qui permet de lire l'anamorphose du crâne des Ambassadeurs.
L'association entre le crâne et le crucifix évoque la passion du Christ, le Golgotha – le mot hébreu pour crâne – et le calvaire – calvaria étant le mot latin de même signification. On trouve d'ailleurs fréquemment dans les représentations de la Crucifixion, un crâne – celui d'Adam, selon la tradition – au pied de la croix, sur lequel coule parfois le sang du Christ qui lave ainsi, par son sacrifice, le péché originel.

Le contraste de ce crâne avec le sujet principal de cette peinture qui représente deux hommes importants, un ambassadeur de France auprès de la cour d'Angleterre, dont le frère est lui-même ambassadeur auprès de la papauté, et un évêque issu d'une famille de riches marchands, en fait une vanité, une œuvre qui symbolise que la mort rend insignifiants les luxes et les aspirations de l'existence, et que le chrétien doit avant tout se préparer au Jugement dernier. 

#### Pour observer le crâne

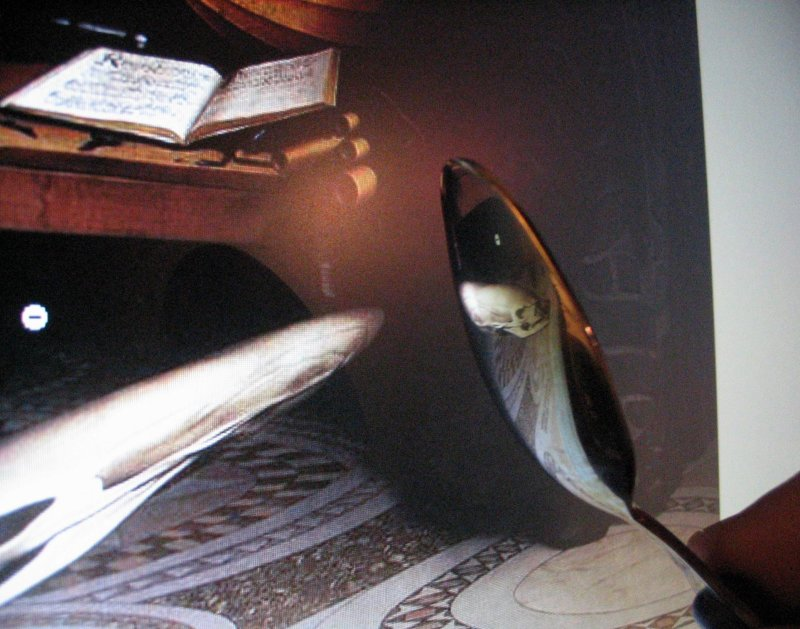
Utilisation d'une cuillère pour corriger la déformation.

Pour corriger les déformations du crâne sans utiliser un moyen informatique, on peut utiliser le dos d'une cuillère. On place la cuillère au sommet de l'os, à droite. Le dos de la cuillère doit pointer vers la gauche et être perpendiculaire à l'image du tableau. En plaçant son regard face au dos de la cuillère et en modifiant son orientation, on observera facilement le crâne sur un écran.
Si l'on dispose d'une version imprimée du tableau, on peut placer son regard dans le plan formé par la feuille et corriger la perspective.

## Fortune et résonances de l'œuvre

### Dans la psychanalyse
Dans Les Quatre Concepts fondamentaux de la psychanalyse, Jacques Lacan commente largement l'anamorphose de Holbein : 

« Car le secret de ce tableau, dont je vous ai rappelé les résonances, les parentés avec les vanitas, de ce tableau fascinant de présenter, entre les deux personnages parés et fixes, tout ce qui rappelle, dans la perspective de l’époque, la vanité des arts et des sciences, — le secret de ce tableau est donné au moment où, nous éloignant légèrement de lui, peu à peu, vers la gauche, puis nous retournant, nous voyons ce que signifie l’objet flottant magique. Il nous reflète notre propre néant, dans la figure de la tête de mort. Usage donc de la dimension géométrale de la vision pour captiver le sujet, rapport évident au désir qui, pourtant, reste énigmatique. »

Il va même plus loin en affirmant :

« Comment se fait-il que personne n'ait jamais songé à y évoquer l'effet d'une érection ? Imaginez un tatouage sur l'organe ad hoc à l'état de repos et prenant, dans un autre état, sa forme, si j'ose dire, développée. »

### Dans la littérature

#### Les Ambassadeursde Holbein etLes Ambassadeursde Henry James
Jean Perrot, dans Henry James, une écriture énigmatique, relie Les Ambassadeurs de Holbein au roman homonyme de Henry James, publié en 1903, selon une minutieuse démonstration :

« Holbein, voilé dans son anamorphose, va reparaître dans l'œuvre la plus soignée de James […] L'histoire des Ambassadeurs est celle d'un changement de perspective, d'une lente anamorphose étalée sur plus de quatre cents pages, qui fait passer un individu du point de vue puritain de la Nouvelle-Angleterre à la vision esthétique, cosmopolite de la bohème dorée des oisifs parisiens. »

#### Allusions dansLa Vie mode d'emploide Georges Perec
Dans La Vie mode d'emploi de Georges Perec, Les Ambassadeurs de Holbein font partie des « Allusions et détails », parfois très minces, réparties dans onze chapitres, et qui reprennent largement l'article de Michel Butor consacré au tableau dans Répertoire III :
- chapitre 3 : « …un morceau de bois flotté dont la forme évoque assez précisément une racine de ginseng » (p. 29) et « donnée en 1890 par Lord Radnor dans les salons de Longford Castle » (p. 30[54])
- chapitre 14 (Dinteville, 1) : le titre, et un des personnages de ce chapitre (p. 77) renvoient bien sûr au commanditaire du tableau
- chapitre 36 : « C'est un industriel allemand, nommé Herman Fugger… » (du nom de la famille des banquiers de Charles Quint, qui dominait la ville d'Augsbourg, où Holbein est né) (p. 216)
- chapitre 46 : « …une carte postale qui représentait un globe terrestre que son manche en bois tourné faisait ressembler à une toupie. C'était un des premiers globes connus, celui que Johannes Schœner, un cartographe ami de Copernic, avait exécuté en 1520 à Bamberg, et qui était conservé à la Bibliothèque de Nuremberg. » (p. 266)
- chapitre 59 : « Le sol, peint avec une précision extrême, est un carrelage géométrique dont les motifs reproduisent la mosaïque de marbre, apportée de Rome vers 1268 par des artisans italiens pour le chœur de l'Abbaye de Westminster dont Robert Ware était alors abbé. » (p. 351)
- chapitre 75 : « …à l'occasion de la nouvelle sortie aux Ambassadeurs de son film » (p. 448) et « Le Seigneur de Polisy, tragédie de Raymond Guiraud… » (p. 451)
- chapitre 81 : « …un béret orné de l'ancienne médaille de l'Ordre de Saint-Michel, représentant l'Archange en train de terrasser le Dragon » (p. 485)
- chapitre 85 : « …les colles historiques: Qui était l'ami de John Leland ? » (p. 508)
- chapitre 89 : « Il reste de ces splendeurs une nature morte représentant un luth sur une table: le luth est tourné vers le ciel, cependant que sous la table, presque noyé dans l'ombre, on discerne son étui noir renversé » (p. 545)
- chapitre 91 : « Quelques objets plus identifiables émergent çà et là de ce bric-à-brac: un goniomètre, sorte de rapporteur en bois articulé, réputé avoir appartenu à Nicolas Kratzer » (p. 556)
- chapitre 96 (Dinteville, 3) : « Mais deux ans environ après son installation à Lavaur… » (p. 575)

### Ailleurs
Le tableau fait partie des « 105 œuvres décisives de la peinture occidentale » constituant le musée imaginaire de Michel Butor.

#### Monographies sur Hans Holbein
- Paul Ganz, Holbein, Paris, Hachette, coll. « Les Classiques de l'art », 1912 (lire en ligne).
- Jeanette Zwingenberger, Hans Holbein le Jeune, L'ombre de la mort, Londres, Parkstone éd., 1999.
- Oskar Bätschmann et Pascal Griener, Hans Holbein, Paris, Gallimard, 1997, p. 183-188.

#### Études surLes Ambassadeurs
- Jurgis Baltrušaitis, Anamorphose ou magie artificielle des effets merveilleux, Paris, Olivier Perrin, 1969.
- Michel Butor, « Un tableau vu en détail », Répertoire III, Paris, éditions de Minuit,‎ 1975, p. 33-41.
- Jean-Louis Ferrier, Holbein les Ambassadeurs, anatomie d'un chef-d'œuvre, Paris, éditions Denoël, coll. « Bibliothèque Médiations », 1977.
- Jurgis Baltrušaitis, Anamorphoses, ou Thaumaturgis opticus, Flammarion, 1984.Repris dans Les Perspectives dépravées, tome 2 : « Anamorphoses », Flammarion, collection « Champs-Art », 1996 (particulièrement le chapitre « Les Ambassadeurs de Holbein », p. 125-160).
- Nicolas A. A. Brun, Trois plaidoyers pour un art holographique, Paris, éditions L'Harmattan, coll. « L'Art en bref », 2008, 190 p. (lire en ligne).
- (en) Susan Foister, Ashok Roy et Martin Wyld, Making & Meaning : Holbein's Ambassadors, Londres, Yale University Press, 1997.
- Bertrand Rouge, « Angle du mort et pli baroque: l’ellipse dans les Ambassadeurs de Hans Holbein : rhétorique, géométrie et perspective », dans Ellipses, blancs, silences. Actes du colloque du CICADA des 6–7–8 décembre 1990, Paris, Pau, 1992.
- Jeanette Zwingenberger, Hans Holbein le Jeune, éditions, Parkstone International,1999, 978-1-78160-704-6